# Хансен, Вилли
Вилли Фальк Хансен (дат. Willy Hansen; 4 апреля 1906, Хельсингёр — 18 марта 1978, Брашов) — датский трековый велогонщик. 
Чемпион летних Олимпийских игр 1928 года в гите и бронзовый призёр в спринте. Серебряный призёр летних Олимпийских игр 1924 года в гонке на тандемах. Двукратный чемпион мира по трековым велогонкам в спринте (1928, 1931).

## Достижения
1924
2-й  Летние Олимпийские игры — Тандем (вместе с Эдмундом Хансеном)
1927
2-й  Чемпионат мира — Спринт (любители)
1928
1-й  Летние Олимпийские игры — Гит с места, 1 км
1-й  Чемпион мира — Спринт (любители)
3-й  Летние Олимпийские игры — Спринт
1931
1-й  Чемпион мира — Спринт (Профессионалы)
1934
1-й Шесть дней Копенгагена  (вместе с Виктором Раушем)
1936
1-й Prix Goullet-Fogler  (вместе с Эрландом Кристенсеном)

### Национальные чемпионаты
1-й  Чемпион Дании — Спринт (любители) в 1923, 1926, 1927 и 1928 годах
1-й  Чемпион Дании — Спринт с 1929 по 1941 год и в 1943 году
1-й  Чемпион Дании — Гонка на 10 км в 1936 году